# Chorente
Chorente é uma povoação portuguesa do Município de Barcelos que foi sede da extinta Freguesia de Chorente, freguesia que tinha 4,61 km² de área e 753 habitantes (2011), e, por isso, uma densidade populacional de 163,3 hab./km².
A Freguesia de Chorente foi extinta em 2013, no âmbito de uma reforma administrativa nacional, tendo sido agregada às freguesias de Góios, Courel, Pedra Furada e Gueral, para formar uma nova freguesia denominada União das Freguesias de Chorente, Góios, Courel, Pedra Furada e Gueral da qual é sede.

## População
| População da freguesia de Chorente (1864 – 2011) | População da freguesia de Chorente (1864 – 2011) | População da freguesia de Chorente (1864 – 2011) | População da freguesia de Chorente (1864 – 2011) | População da freguesia de Chorente (1864 – 2011) | População da freguesia de Chorente (1864 – 2011) | População da freguesia de Chorente (1864 – 2011) | População da freguesia de Chorente (1864 – 2011) | População da freguesia de Chorente (1864 – 2011) | População da freguesia de Chorente (1864 – 2011) | População da freguesia de Chorente (1864 – 2011) | População da freguesia de Chorente (1864 – 2011) | População da freguesia de Chorente (1864 – 2011) | População da freguesia de Chorente (1864 – 2011) | População da freguesia de Chorente (1864 – 2011) |
| ------------------------------------------------ | ------------------------------------------------ | ------------------------------------------------ | ------------------------------------------------ | ------------------------------------------------ | ------------------------------------------------ | ------------------------------------------------ | ------------------------------------------------ | ------------------------------------------------ | ------------------------------------------------ | ------------------------------------------------ | ------------------------------------------------ | ------------------------------------------------ | ------------------------------------------------ | ------------------------------------------------ |
| 1864                                             | 1878                                             | 1890                                             | 1900                                             | 1911                                             | 1920                                             | 1930                                             | 1940                                             | 1950                                             | 1960                                             | 1970                                             | 1981                                             | 1991                                             | 2001                                             | 2011                                             |
| 530                                              | 495                                              | 539                                              | 504                                              | 521                                              | 526                                              | 611                                              | 661                                              | 693                                              | 690                                              | 709                                              | 759                                              | 714                                              | 758                                              | 753                                              |

1. ↑   https://aqualibri.cimcavado.pt/bitstream/20.500.12940/17909/1/O%20Barcelense_2904_1967-03-18.pdf
2. ↑  Instituto Geográfico Português, Carta Administrativa Oficial de Portugal (CAOP), versão 2012.1
3. ↑  «População residente, segundo a dimensão dos lugares, população isolada, embarcada, corpo diplomático e sexo, por idade (ano a ano)». Informação no separador "Q601_Norte". Instituto Nacional de Estatística. Consultado em 6 de Março de 2014. Cópia arquivada em 4 de dezembro de 2013
4. ↑  Diário da República, 1.ª Série, n.º 19, Lei n.º 11-A/2013 de 28 de janeiro (Reorganização administrativa do território das freguesias). Acedido a 2 de fevereiro de 2013.
5. ↑  Instituto Nacional de Estatística (Recenseamentos Gerais da População) - https://www.ine.pt/xportal/xmain?xpid=INE&xpgid=ine_publicacoes